# Alburnoides eichwaldii
Alburnoides eichwaldii — риба родини ялецеві роду бистрянка (Alburnoides). Поширена у західній Азії у басейні річок південно-західного узбережжя Каспію від Самуру до Ленкорані в Азербайджані. Прісноводна бентопелагічна риба.